# DF-21

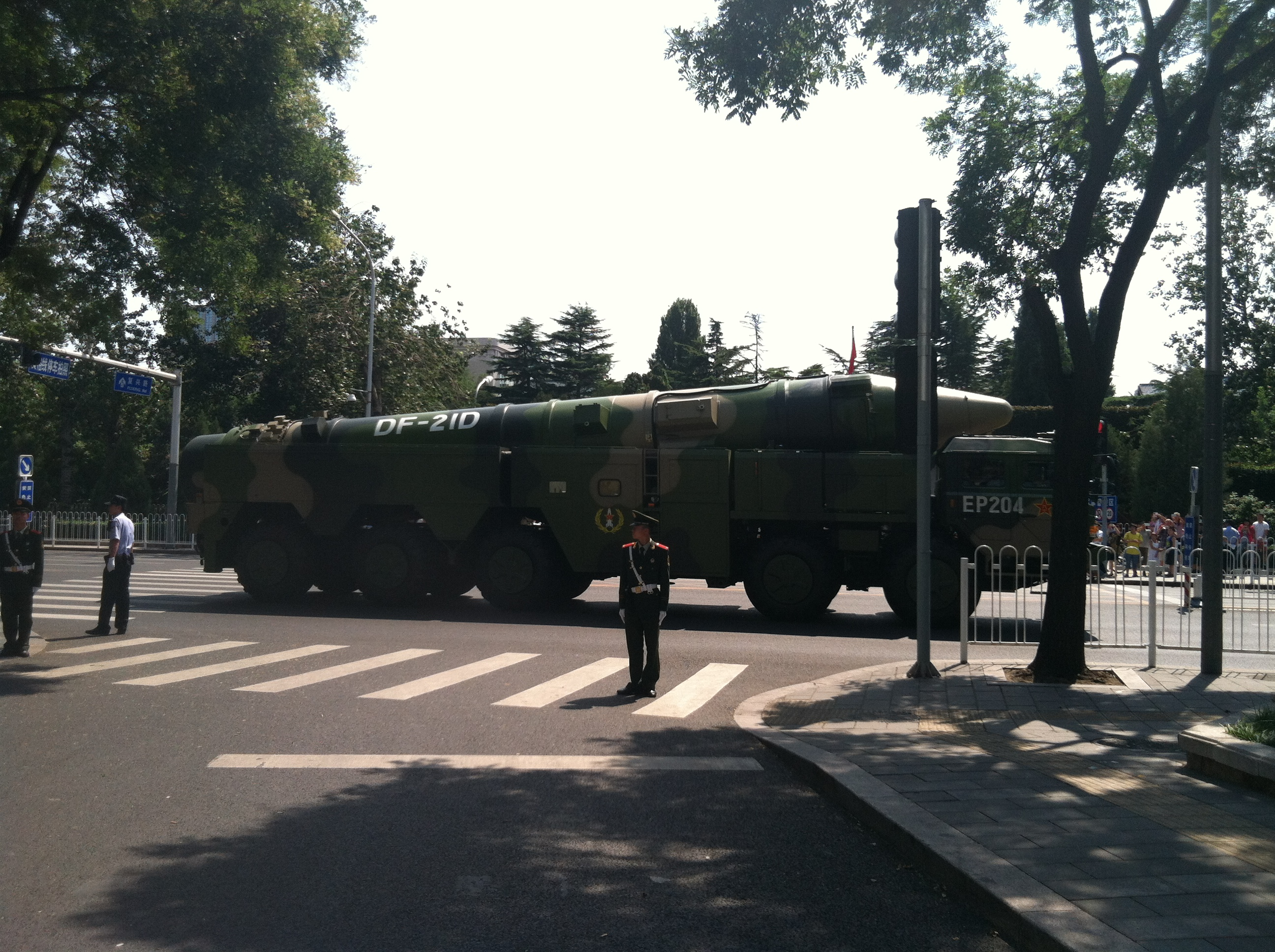
O DF-21D no desfile militar em 3 de setembro de 2015.

O Dong-Feng 21 (DF-21; OTAN nome do relatório de CSS-5 ) é um míssil balístico de médio alcance (MRBM) de duas fases da família Dong Feng que utiliza combustível sólido desenvolvido pela Academia de Tenologia Mecânica e Eletrônica Changfeng da China. O desenvolvimento começou no final da década de 1960 e foi concluído por volta de 1985-86, mas não foi implantado até 1991. Ele foi desenvolvido a partir do míssil lançado por submarino JL-1 e é o primeiro  míssil de combustível sólido terrestre da China. O Departamento de Defesa dos EUA estimou em 2008 que a China tinha 60-80 mísseis e 60 lançadores; cerca de 10-11 mísseis podem ser construídos anualmente.
Originalmente desenvolvido como uma arma estratégica, o DF-21 teve versões adaptadas para uso nuclear e convencional. Especula-se que possa levar ogivas convencionais de submunição, bem como uma ogiva nuclear de 300 kt. O mais recente DF-21D é o primeiro míssil balístico anti-navio (ASBM) do mundo. O DF-21 também foi desenvolvido com capacidade antissatélite/anti-míssil.
Embora o lançador em si seja móvel para reduzir a vulnerabilidade, um lançamento real requer veículos de apoio que podem cobrir uma área de 300×300 metros, tornando-se difícil para mover-se rapidamente e fácil de detectar. Além disso, o lançador não é feito para trafegar fora da estrada e requer uma base sólida para o lançamento para evitar danos, restringindo seus locais de disparo para estradas e locais de lançamento pré-fabricados.

## DF-21/A/C (CSS-5 Mod-1/2/3)
O variante básico é o DF-21 com alcance de 1.770+ km, e uma carga de 600 kg (1 300 lb), consistindo de uma única ogiva de 500 kt, com uma estimativa de erro circular provável (CEP) de 300~400 m; esta versão não entrou em serviço operacional. O DF-21A entrou em operação em 1996 e tem maior precisão com um número estimado de CEP de 100~300 m.[ligação inativa] Esta versão é relatado para ter um alcance semelhante ao DF-21, com um potencial de alcance estendido de 2 150 km (1 300 mi).
Revelado em 2006, o DF-21C é uma versão guiada terminalmente , que tem um alcance máximo, de cerca de 1 700 km (1 100 mi) e a precisão estimada de 50~10 m. O míssil foi a primeira versão capaz de ser armado com uma arma nuclear ou convencional. Em 2010, o DF-21C estava sendo implantado no centro Oeste da China.

## DF-21D (CSS-5 Mod-4) Míssil balístico anti-navio

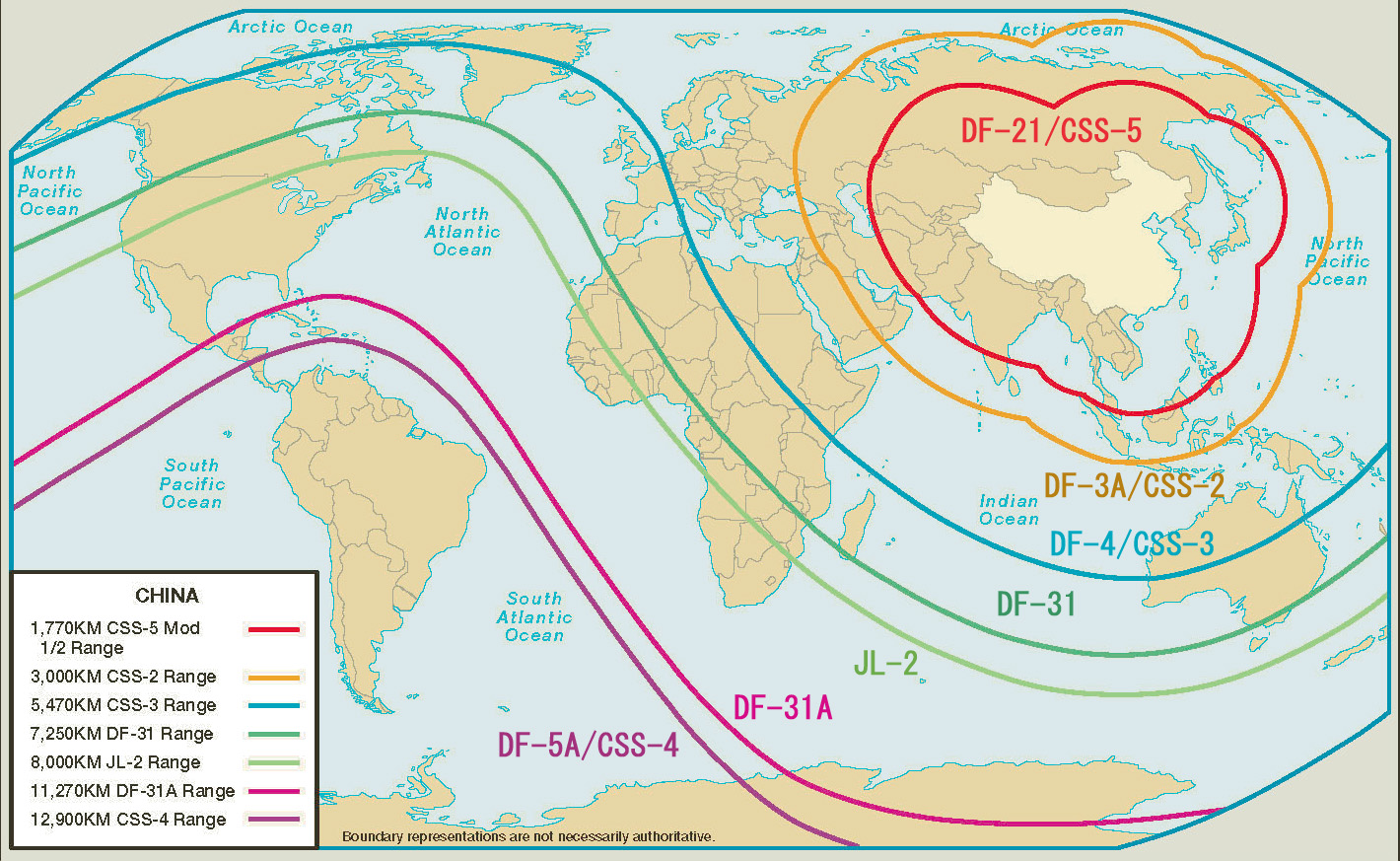
Alcance de vários mísseis Chineses (2007); DF-21 A/B é a faixa em vermelho.

O DF-21D é um míssil balístico anti-navio que tem um alcance máximo superior a de 1.450 quilômetros, de acordo com os EUA. O Centro de Inteligência não acredita que ele já estivesse implantado em 2009. O sistema de orientação provavelmente está ainda num processo de evolução com mais VANTs e satélites sendo adicionados.
O Departamento de Defesa dos EUA afirmou em 2010 que a China desenvolveu e atingiu a capacidade operacional inicial de um míssil balístico anti-navio convencionalmente armado hipersônico com base no DF-21. Este é o primeiro ASBM e do sistema de arma capaz de apontar para um movimento de porta-aviões grupo de ataque de longo alcance terra-móvel com lançadores. O DF-21D é pensado para empregar veículos de reentrada manobráveis (MaRVs) com um sistema de orientação terminal. Ele pode ter sido testado em 2005-6, e o lançamento dos satélites Jianbing-5/YaoGan-1 e Jianbing-6/YaoGan-2 oferecem informações de segmentação de radar de abertura sintética (SAR) e imagens visuais, respectivamente. As atualizações melhoram a capacidade da China para evitar que porta-aviões dos Estados Unidos operem no Estreito de Taiwan. Alguns têm sugerido também a China poderia desenvolver um "MIRV" com base no DF-21D com várias ogivas independentes.

## DF-26
O DF-26 é um desenvolvimento do DF-21, com um alcance aumentado para de 3.000 para a 4.000; sua existência foi confirmada em meados de 2010, mas ele já estava em serviço durante vários anos.

## CH-AS-X-13
Versão de míssil balístico lançado por ar do DF-21 por H-6K. O  míssil com alcance de 3.000 km é programado para ser implantado em 2025.

## Operadores
- China
- Arábia Saudita